# Морозово (Торопецкий район)
Морозово — исчезнувшая деревня Торопецкого района Тверской области. Располагалась на территории Кудрявцевского сельского поселения.

## География
Деревня была расположена в 32 километрах (по прямой) к западу от города Торопец. Находилась на южном берегу озера Морозовское, рядом с современной деревней Лахны.

## История
На топографической карте Фёдора Шуберта 1867—1906 годов обозначена деревня Морозова. Имела 4 двора.
В списке населённых мест Торопецкого уезда Псковской губернии за 1885 год значится деревня Морозово (№ 13773). Располагалась при реке Череващице в 35 верстах от уездного города. Имела 5 дворов и 32 жителя.
На карте РККА 1923—1941 годов обозначена деревня Морозово. Имела 18 дворов.
Исчезла ранее 1975 года.